# Пивешк (дехестан)
Пивешк (перс. دهستان پي وشك‎) — сельский округ (дехестан) в районе (бахш) Лирдаф области (шахрестана) Джаск провинции (остана) Хормозган, Иран. По данным переписи 2006 года, его население составляло 9749 человек, насчитывалось в 2277 семей. В сельский округ входят 40 деревень.

## География
Остан Хормозган, где расположен дехестан Пивешк, является южной иранской провинцией, граничащей с Оманом и Объединенными Арабскими Эмиратами. Дехестан Пивешк находится под юрисдикцией шахрестана Джаск, который является частью провинции Хормозган. Важно различать сам сельский округ и село Пивешк, которое является его административным центром.
Дехестан Пивешк расположен в северной части бахша Лирдаф, в юго-восточной части Ирана, недалеко от побережья Оманского залива. Он является одним из сельских округов, прилегающих к горному хребту, отделяющему прибрежную равнину Оманского залива от внутренних районов Ирана. Рельеф преимущественно горный и предгорный. Дехестан Пивешк расположен на южных склонах хребта Пивешк, который является ответвлением более крупной системы южных отрогов гор Загрос, протянувшейся параллельно побережью. Высоты постепенно снижаются с севера (более высокие горы) на юг (предгорья и холмы). Абсолютные высоты варьируются, но значительная часть населённых пунктов находится в диапазоне от 200 до 800 метров над уровнем моря, с пиками на севере дехестана. Горный рельеф Хормозгана, являющийся продолжением хребта Загрос, оказывает глубокое влияние на климат и гидрологическую динамику региона. Эта топография может создавать дождевые тени, способствуя общему низкому уровню осадков. Однако обширная береговая линия вдоль Персидского и Оманского залива приводит к высокой атмосферной влажности, что ведёт к парадоксу жаркого пустынного климата (BWh) с высокой влажностью и экстремальными точками росы.
Постоянные реки в засушливом дехестане редки. Гидрографическая сеть представлена в основном сезонными ручьями и реками, такими как Рудхане-е Пивешк. Эти водотоки наполняются в период дождей (в основном зимне-весенних) и часто пересыхают летом. Важную роль играют естественные источники и колодцы, а также грунтовые воды для водоснабжения и орошения в долинах и предгорьях.
Почвы в регионе дехестана Пивешк, как и в целом в провинции Хормозган, преимущественно известняковые и могут страдать от дефицита питательных веществ, таких как цинк, железо и фосфор. Засоление также является значительным ограничением для сельского хозяйства.
Из-за засушливого климата и бедных почв растительность скудная, представлена в основном засухоустойчивыми кустарниками и редкими деревьями. В долинах и оазисах возможны небольшие участки сельскохозяйственных угодий при наличии ирригации. Фауна включает виды, адаптированные к сухим условиям, такие как рептилии, мелкие млекопитающие и насекомые.
Дехестан Пивешк расположен в сейсмически активной зоне субдукции Макран, высокоактивный тектонический регион вдоль Альпийско-Гималайского орогенного пояса. Присутствие грязевых вулканов в регионе Макран также указывает на активные геологические процессы.

### Климат
Климат Пивешка — жаркий пустынный аридный (сухой), типичный для южных прибрежных районов Ирана, с высокими температурами летом и мягкой зимой. Среднегодовая температура колеблется от 20 °C до 30 °C, с летними пиками до 45 °C. Лето очень жаркое, но менее экстремальное, чем на побережье. Средние максимумы июля-августа могут достигать 35-40 °C в нижних поясах (предгорья), но в селениях, расположенных выше 500—600 м, они обычно на 3-8 °C ниже, чем на берегу моря. Ночные температуры также более комфортны в горах. Зима мягкая и относительно тёплая днём. Средние дневные температуры обычно 15-25 °C. Однако, из-за высоты, ночи могут быть прохладными, иногда даже холодными, особенно в высокогорных сёлах, где возможны кратковременные заморозки (редко). Минимальные температуры могут опускаться до 5-10 °C, а в исключительных случаях и ниже в самых высоких точках.
Осадки очень скудные, характерные для всей восточной части Хормозгана. Годовое количество осадков составляет менее 150 мм, чаще всего в диапазоне 50—120 мм. Пивешк находится в «дождевой тени» гор, что дополнительно ограничивает осадки. Осадки выпадают крайне неравномерно и в основном связаны с кратковременными, иногда ливневыми дождями в период поздней осени, зимы и ранней весны (ноябрь—апрель). Лето (май—октябрь) исключительно сухое, дожди крайне редки или отсутствуют месяцами. Снег — большая редкость, возможен только на самых высоких вершинах гор.
Влажность значительно ниже, чем на побережье. Горный воздух суше, что делает жару более переносимой, а прохладные периоды — более комфортными. В течение года преобладают северные и северо-западные ветра, дующие с гор в сторону моря. Летом могут усиливаться. Иногда ощущается влияние сильного ветра «120 дней», дующего из внутренних районов Ирана (Систан) в сторону Оманского залива, но его интенсивность в горах Пивешка обычно меньше, чем на открытой равнине и море.
Инсоляция высокая — очень большое количество солнечных дней в году. Большие суточные амплитуды температур, особенно заметные в межсезонье и зимой — теплые дни и прохладные/холодные ночи. Дефицит влаги — ключевой лимитирующий фактор для экосистем и хозяйственной деятельности.

## История
2 августа 2005 года (1384 по иранскому календарю) постановлением Кабинета министров Ирана был создан новый бахш Лирдаф в составе шахрестана Джаск. В состав этого нового бахша были включены:
- Дехестан Сурак
- Дехестан Пивешк.
- Город Лирдаф[англ.] (образован в рамках того же постановления из части дехестана Лирдаф).

Центром дехестана Пивешк стало село Пивешк. В состав дехестана вошли 48 населённых пунктов, включая такие сёла, как:
- Мейдани[англ.]
- Бендбест[англ.]
- Берраг[англ.]
- Биахи[англ.]
- Чи-Дарки[англ.]
- Генджек[англ.]
- Гетти[англ.]
- Джахлу[англ.]
- Джол-Дарак[англ.]
- Джомехи[англ.]
- Калирак[англ.]
- Карбала[англ.]
- Керети[англ.]
- Каши[англ.]
- Кашмир
- Ки-Дар-е-Бала[англ.]
- Ки-Дар-е-Пейн[англ.]
- Комбеки[англ.]
- Корми-е-Бала[англ.]
- Керми[англ.]
- Кутек[англ.]
- Лирек[англ.]
- Лирдаф[англ.]
- Мошкухи[англ.]
- Ногар-Шорк[англ.]
- Петровки[англ.]
- Пивешк[англ.]
- Почак[англ.]
- Раназ[англ.]
- Риг[англ.]
- Салаху[англ.]
- Шайхоули[англ.]
- Сохроки[англ.]
- Таладар-е-Нахлестан[англ.]
- Телок[англ.]
- Таратекан[англ.]
- Тугенджек[англ.]
- Венг[англ.]
- Зарикар[англ.]

## Население
Население дехестана Пивешк демонстрирует устойчивый рост: с 9749 человек в 2006 году до 11 603 в 2011 году и далее до 12 622 человек по данным переписи населения 2016 года. Деревня Пивешк, как столица дехестана, в 2016 году насчитывала 1220 жителей. В Лирдафе, который когда-то был самым густонаселенным селом в дехестане Пивешк, по данным переписи населения 2016 года проживало 1734 жителя; с тех пор он получил статус города.
| 2006 | 2011    | 2016    |
| ---- | ------- | ------- |
| 9749 | ↗11 603 | ↗12 622 |

## Экономика

### Уровень бедности
Хормозган — одна из самых бедных провинций Ирана, занимающая пятое место по уровню бедности. Около 30 % населения провинции (примерно 500 000 человек) живут за чертой абсолютной бедности. В сельских районах, таких как Пивешк, ситуация ещё более сложная: около 25 % сельского населения (примерно 185 000 человек или 42 000 домохозяйств) находятся ниже черты бедности. В 2016 году черта бедности для сельских районов Хормозгана составляла 234 000 туманов (около 56 долларов США) на человека и 631 000 туманов (около 150 долларов США) на семью из четырёх человек. К ноябрю 2018 года, с учётом инфляции, эти показатели выросли до 330 000 туманов (78 долларов США) на человека и менее 900 000 туманов (211 долларов США) на домохозяйство.
В Хормозгане наблюдается значительное экономическое неравенство между городскими и сельскими районами. Согласно исследованию, коэффициент Джини (показатель неравенства) в сельских районах на 0,014 выше, а уровень бедности — на 0,037 выше, чем в городских районах. По сравнению с национальными показателями, сельские районы Хормозгана имеют меньшее неравенство (на 0,031 ниже), но более высокий уровень бедности (на 0,068 выше).
Инфляция в Хормозгане в ноябре 2018 года составила 142,9 %, что немного ниже среднего по стране (147,8 %). Высокая инфляция значительно увеличивает стоимость жизни, особенно в сельских районах, где доступ к ресурсам ограничен. Это дополнительно усугубляет бедность в дехестане Пивешк.
В шахрестане Джаск реализуются крупные проекты, такие как нефтяной экспортный терминал и нефтехранилища, завершение которых запланировано на 2025 год. Эти проекты призваны создать рабочие места и стимулировать экономику региона.

### Экономическая структура
Экономическая структура дехестана Пивешк отражает типичную для шахрестана Джаск комбинацию сельского хозяйства, животноводства и прибрежного рыболовства.
Сельское хозяйство является основой экономики, но ограничено засушливым климатом и дефицитом пресной воды. Основные культуры:
- Финиковая пальма — ключевая сельскохозяйственная культура для округа и всего региона. Финики — важный источник дохода местных хозяйств. Выращивание фиников — одна из главных специализаций сельского хозяйства провинции Хормозган[18].
- Овощеводство и бахчеводство: на ограниченных орошаемых площадях (часто с использованием колодезной воды или вблизи вади) выращиваются овощи (томаты, лук) и бахчевые (дыни, арбузы) преимущественно для местного потребления.
- Зерновые: в незначительных объёмах, в основном ячмень для фуража.

Главные проблемы сельского хозяйства — хроническая нехватка воды, засоление почв и ограниченность пригодных земель. Эти ограничения характерны для всего бахша Лирдаф и шахрестана Джаск.
Животноводство является традиционно важной сферой экономики шахрестана. Наиболее распространено разведение коз (реже овец). Животные приспособлены к засушливым условиям, пасутся на естественных пастбищах. Продукция (мясо, молоко) используется для самообеспечения и продажи на местных рынках. Это характерно для сельских дехестанов провинции. Верблюдоводство практикуется в меньших масштабах. Верблюды ценятся как вьючные животные, источник мяса и молока.
Близость к Оманскому заливу определяет значимость рыболовства и прибрежной деятельности. Жители прибрежных деревень шахрестана Пивешк занимаются традиционным рыболовством с использованием лодок и сетей. Улов (рыба, креветки) предназначен для местного потребления и продажи на рынках в Джаске или других ближайших населенных пунктах. Рыболовство — важная отрасль экономики прибрежных районов Хормозгана. Также возможен сбор моллюсков и других даров моря в приливно-отливной зоне.
Ремесла и кустарные промыслы имеют вспомогательное значение. В ограниченных масштабах сохраняюются традиционные ремёсла, связанные с обработкой местных материалов (например, плетение из листьев финиковой пальмы), преимущественно для собственных нужд или локальной продажи. Подобные промыслы типичны для сельских общин провинции.
Торговля и услуги развиты слабо, сосредоточены на базовых потребностях. Местная торговля осуществляется через небольшие лавки в деревнях. Основная товарная продукция (финики, рыба, скот) вывозится для продажи на более крупные рынки в Джаске или других центрах бахша Лирдаф и шахрестана Джаск.

## Культура
В сельских районах Хормозгана, включая Пивешк, женская одежда сочетает консервативные и выразительные элементы. В соседнем Минабе женщины народа бандари носят маски, что является уникальной культурной практикой, отражающей смесь традиций и эстетики.
Женщины в сельских районах Хормозгана, включая Пивешк, играют центральную роль в социальной и культурной жизни. Они обеспечивают сплоченность сообщества, помогая друг другу во время свадеб, похорон и других событий. Женщины также сохраняют фольклор и ремесла, передавая их из поколения в поколение.
Ремёсла — важная часть культуры Пивешка. Женщины занимаются вышивкой, включая белуджские техники, такие как сузандози (игольная вышивка), секедози (вышивка монетами), айне-дози (зеркальная вышивка) и голдози (золотая вышивка). Эти ремёсла имеют как культурное, так и экономическое значение, так как изделия продаются на местных рынках. Также популярны изделия из морских материалов (раковины, моллюски), соломы, гончарные изделия, ковры и ткани.
В Пивешке практикуются морские ритуалы, характерные для Хормозгана. Один из них — посещение моря в последнюю среду Сафара, когда люди купаются, читают молитвы и выполняют ритуал «ху-ширини». Морская вода используется для защиты от болезней и сглаза. Празднование Навруза включает Хафт син, ношение новой одежды и визиты к родственникам. Другие традиции — Сиздах Бедар и «день охотника» для рыбаков.